# 목천읍
목천읍(木川邑)은 충청남도 천안시 동남구의 읍이다. 이 지역은 과거 목천군의 중심지였다.

## 역사
- 1914년 4월 1일 목천군(木川郡) 읍내면(邑內面)과 서면(西面)을 천안군(天安郡) 목천면(木川面) 19개 리로 통폐합하였다.[1]

| 구 행정구역        | 신 행정구역        | 신 행정구역                                                            |
| ------------------ | ------------------ | ---------------------------------------------------------------------- |
| 목천군 읍내면 일원 | 천안군 목천면 일원 | 동평리, 교촌리, 동리, 서리, 서흥리, 남화리, 석천리, 덕전리, 송전리     |
| 목천군 서면 일원   | 천안군 목천면 일원 | 운전리, 소사리, 응원리, 지산리, 삼성리, 도장리, 천정리, 신계리, 교천리 |
| 목천군 세성면 일부 | 천안군 목천면 일원 | 용원리                                                                 |
- 1917년 용원리를 성남면에 이관하였다. (18법정리)
- 1963년 1월 1일 천안군을 천원군(天原郡)으로 개칭하였다.[2]
- 1991년 1월 1일 천원군을 천안군으로 개칭하였다.[3]
- 1995년 5월 10일 천안군 등을 천안시로 개편하였다.[4]
- 2002년 1월 1일 목천읍으로 승격하였다.[5]
- 2008년 6월 23일 신설 동남구에 이관되었다.[6]

## 행정 구역
- 교천리 (交川里)
- 교촌리 (校村里)
- 남화리 (南化里)
- 덕전리 (德田里)
- 동리 (東里)
- 동평리 (東坪里)
- 도장리 (桃長里)
- 삼성리 (三省里)
- 서리 (西里): 읍행정복지센터가 위치하고 있다.
- 서흥리 (西興里)
- 석천리 (石川里)
- 소사리 (所仕里)
- 송전리 (松田里)
- 신계리 (新溪里)
- 운전리 (云田里)
- 응원리 (應院里)
- 지산리 (芝山里)
- 천정리 (泉亭里)

## 공공기관
- 천안시농업기술센터
- 천안시동남구예비군훈련장
- 목천우체국
- 목천북면파출소
- 독립119안전센터
- 천안신계우편취급국

## 관광지
- 독립기념관

## 아파트
| 단지명              | 건설사         | 시행사         | 주소 | 입주        | 비고 |
| ------------------- | -------------- | -------------- | ---- | ----------- | ---- |
| 목천 원앙부영 1단지 | ㈜부영         | ㈜부영         |      | 1999년 12월 |      |
| 목천 원앙부영 2단지 | ㈜부영         | ㈜부영         |      | 1999년 12월 |      |
| 목천 세광엔리치빌   |                |                |      |             |      |
| 이수프라임          | 이수건설       | 이수건설       |      |             |      |
| 목천 1차 신도브래뉴 | ㈜신도종합건설 | ㈜신도종합건설 |      | 2004년 12월 |      |
| 목천 2차 신도브래뉴 | ㈜신도산업개발 | ㈜신도종합건설 |      | 2005년 6월  |      |

## 교통
- 경부고속도로 목천 나들목
- 국도 제1호선
- 국도 제21호선
- 국도 제23호선
- 충절로